# Алис Тимандер
Алис Ингегерд Мариане Тимандер (на английски: Alice, на шведски Ingegärd Marianne Timander) работи дълго време като зъболекарка в Швеция, но остава по-известна като човек от шоу-бизнеса и шведска публична личност на театралните премиери в Стокхолм.
Родена като Алис Мюлер в Стокхолм, тя израства в Трелебори и Есльов. На 21 години става най-младата зъболекарка в Швеция през 1937 г. В същото време тя посещава уроци по актьорско майсторство в частното училище Koblanc teaterskola, но все още не преследва активно мечтата си да стане актриса. През 1942 г. тя се жени за шведския актьор Бенгт Логард, с когото имат 1 дете. Бракът ѝ позволява да се появи в малки роли в няколко пиеси и филми. През 1949 г. Тимандер официално е предложена за изключване от шведската асоциация на зъболекарите след като се появява публично по бикини. В първата си автобиография Strunt i kläder Тимандер пише, че се противопоставила на тази заплаха като се показала облечена с дори по-къси бикини.
Заедно с втория си съпруг, добре известния зъболекар Торстен Тимандер, тя основава благотворителни зъболекарски кабинети в Мароко и Египет. По това време тя вече е национална знаменитост и през 1960 г. се появява в предаване с участието на Zarah Leander. В това си качество по-късно тя става известна като шведска дама от висшето общество. В своята втора автобиография Алис Тимандер, тя описва годините като светска дама с диагнозата „foyer exhibitionism“ (салонен ексхибиционизъм).
Тимандер също така взема участие в политиката, защитавайки правото на безплатно зъболечение за бездомните и възрастните хора. Тя се самоопределя като политически активен член на Шведската социалдемократична партия, но през 1988 се обръща към малката християндемократическа партия на Швеция за да бъде включена в кампанията на партията по повод общите избори тази година. На самия ден на изборие обаче тя обявява оставката си от тази партия, като заявява, че партията само се е възползвала от славата и е пренебрегнала социалните ѝ идеи за безплатна зъболекарска помощ за възрастните.
През 2006 г. Шведската национална телевизия продуцира документален филм за Алис Тимандер с името Alice och Jag. Филмът е номиниран за наградата Guldbagge Award в раздел „Документални филми“ през 2007 г. В последния етап от заснемането на филма за нея ѝ е открит рак на мозъка и е оперирана. Почива в Стокхолм през 2007 г.